# 明石市立二見小学校
明石市立二見小学校（あかししりつ ふたみしょうがっこう）は、兵庫県明石市二見町にある公立小学校である。2022年度（令和4年度）現在の児童数は 358名となっている。

## 沿革
- 1872年（明治5年） - 双見小学校、双鑑小学校創立。
- 1891年（明治24年） - 二見尋常小学校と改称。
- 1904年（明治37年） - 高等科を併置し、二見尋常高等小学校と改称。
- 1941年（昭和16年） - 二見国民学校と改称。
- 1947年（昭和22年）4月 - 二見町立二見小学校と改称。
- 1951年（昭和26年）1月 - 明石市と二見町の合併に伴い、明石市立二見小学校と改称。

## 通学区域
明石教育委員会の通学区域を参照。

## 進路状況
ほとんどの児童は明石市立二見中学校へ進学するが、国私立中学校へ進学する児童もいる。

## 出身者
- 泉房穂